# María Adela Alvarado
María Adela Alvarado (Caracas, 19 de octubre de 1961), directora de coros egresada del Conservatorio de la Orquesta Nacional Simón Bolívar. Licenciada en música en la especialidad de Dirección Coral en el Instituto Universitario de Estudios Musicales (hoy UNEARTE). Licenciada en Psicología en la Universidad Central de Venezuela con estudios de postgrado en Psicología Clínica en el Hospital Universitario de Caracas. Psicoanalista miembro de la Sociedad Psicoanalítica de Caracas.
Actualmente comparte sus actividades de dirección musical con la consulta en psicología clínica y psicoanálisis. Preside la Fundación Festival Caribe y es Directora de Cultura de la Alcaldía del Municipio Sucre.

## Formación y Actividad Coral
Inició su formación musical en la Escuela de Música Juan Manuel Olivares, donde realizó sus estudios de piano y teoría de la música. Continuó estudios en la Escuela de Música José Lorenzo Llamozas y privados con Beatriz Lockhart, Modesta Bor y Harriet Serr. Obtuvo su título de directora de coros del Conservatorio de la Orquesta Simón Bolívar y posteriormente su licenciatura en el Instituto Universitario de Estudios Musicales bajo la tutoría del Maestro Alberto Grau. 

Su formación como coralista la realizó en la Cantoría Alberto Grau y Schola Cantorum de Venezuela dirigidas por María Guinand y Alberto Grau respectivamente. Ha participado en talleres y cursos de dirección coral con directores y músicos de la talla de Carlos Alberto Pinto Fonseca (Brasil), Luigi Agustoni (Italia), Johannes Berchmans G. (Suecia), Dan-Olof Stenlund (Suecia), Pierre Cao (Luxemburgo), Werner Pfaff (Alemania), Helmuth Rilling (Alemania).

Creó y dirigió los coros de los colegios Academia Merici, Washington Academy, Jefferson Academy, Instituto Avepane. Dirigió los coros de la Facultad de Arquitectura y Urbanismo de la Universidad Central de Venezuela, “Modesta Bor” del  Instituto Nacional de la Vivienda, Grupo Vocal Garúa de la Universidad Simón Bolívar. Trabajó como directora asistente de la Camerata Barroca de Caracas. Ha participado en más de 20 festivales y encuentros internacionales de música coral por el mundo; ha contribuido con el montaje de más de 30 obras sinfónico corales que se interpretan con coros y orquestas del país.

Forma parte del proyecto social de formación de coros que lleva a cabo la Corporación Andina de Fomento en los países bolivarianos, asesorado por la Fundación Schola Cantorum de Venezuela y la Fundación del Estado para el Sistema Nacional de las Orquestas Juveniles e Infantiles de Venezuela (FESNOJIV) y que impulsa la capacitación de nuevas generaciones en el ámbito de la creación y del ejercicio musical colectivo, juvenil e infantil, contribuyendo al proceso de desarrollo humano sostenible e integración regional.

## Contribuciones principales

### Coral de la Facultad de Arquitectura y Urbanismo de la Universidad Central de Venezuela
Dirigida desde 1983 hasta 1992 por María Adela Alvarado. En sus 10 años de actividades fue reconocida por el impulso dado al movimiento coral universitario, por la interpretación y difusión de la música coral con arreglos innovadores y por la organización de los Festivales Caribe, que derivaron en la Fundación Festival Caribe. Participó en festivales y conciertos nacionales e internacionales, con una programación intensa de más de 20 conciertos anuales. Mereció un premio como tercer lugar en el III Internacional de Coros Brasil 86, Porto Alegre, Brasil, septiembre de 1986.

### Coral Mercantil
Agrupación coral pionera en el sector bancario, dirigida por María Adela Alvarado desde el año 1987 hasta el presente. Es la sede de una escuela de canto coral donde estudiantes de música reciben una beca-estudio y realizan una pasantía. Ha tenido un rol importante en la consolidación del movimiento coral bancario del país, organizando festivales y conciertos para el sector. Ha participado en festivales y conciertos nacionales e internacionales. Ha sido un vehículo de difusión de la música coral a través de un ciclo de más de 26 giras por todo el territorio nacional, sirviendo además como promotor de conciertos para poblaciones marginadas de las oportunidades culturales del país. Constituye un laboratorio para el montaje de nuevos arreglos corales bajo el esquema de repertorios temáticos que dan lugar a ediciones de partituras y de grabaciones de audio.

### Fundación Festival Caribe
Su trabajo de investigación y experimentación en torno a la música popular de la cuenca del Caribe con la Coral de Arquitectura de la U.C.V. conllevó a la organización del Festival Caribe, y la creación de la Fundación Festival Caribe (1986), de la cual es cofundadora.
Dedicada al estudio, desarrollo y promoción de la música al estilo caribeño, se caracterizó por la organización de grandes festivales, conciertos y actividades que marcaron una tendencia en el movimiento coral venezolano. Reconocida por todos los integrantes de la música coral en Venezuela, es sin duda un baluarte de gran valor para el desarrollo cultural del país.

### Proyecto Social: Valores ciudadanos a través del canto coral[5]
Un Proyecto LOCTI exitoso en la formación de ciudadanía y capital humano en Venezuela. Se propone desarrollar actividades de formación vocal colectiva en zonas empobrecidas de la ciudad de Caracas, complementadas con una sección destinada al área de valores y desarrollo ciudadano que contribuya con la formación integral de la población destinataria (niños, niñas  y adolescentes, docentes, familiares de los niños) con modelos de comportamiento fundamentales para su desarrollo y el del país.
Se han creado 3 (tres) agrupaciones de formación vocal colectiva con el patrocinio de diversas empresas, entre ellas Dycvensa: Coro EBM Simón Bolívar: Coro infantil conformado por más de 60 niños de primero a cuarto grado del turno de la tarde; Coro Preescolar Luis Raúl Vásquez Zamora: Coro formado por niños y niñas de 1.er, 2.º y 3.er nivel de preescolar; Coro EBM Rómulo Gallegos: conformado por niños y niñas de 1.er a 3.er grado de escuela básica.

## Publicaciones (partituras, CD, artículos)
En su trabajo como directora de coros se ha dedicado a la composición y arreglos de música coral venezolana, brasilera y caribeña en general. Más de 40 piezas se han editado en varias publicaciones:
- Publicación de las Composiciones de Grado de los Directores de Coros
- Publicación del Festival Coral Banco Mercantil  1992, 10 arreglos
- 2.º Cuaderno de Arreglos Coral de Arquitectura, 13 arreglos
- Cuaderno de Arreglos Coral de Arquitectura, 8 arreglos
- Tonadas, Publicación del Banco Mercantil, 2 arreglos
- La Cantata Urbana, Selección de Arreglos, 2 arreglos
- Cuaderno de Arreglos Corales Navideños, 4 arreglos
- América Cantat III, 1 arreglo[6]
- Ediciones Schola Cantorum de Caracas[7]

Los arreglos se encuentran grabados en diversos CDs y Casetes de agrupaciones venezolanas:
- Opus 5, Ensamble Vocal. Latinoamérica a Capella,  CD
- Festival Caribe 3,  Casete
- Movimiento Coral Venezolano, Una retrospectiva, CD
- Aequalis, CD
- Tulumpe. Schulchor Colegio Humboldt / Pequeños Cantores de la Schola, CD
- Cantoría Alberto Grau,[8]
- Dialecto Urbano, Casi en Vivo, CD
- Garúa, Universidad Simón Bolívar,  CD
- Coral Amuay, América 500 años, CD.

LP, Cassettse y CD
- Música Coral, 1986, Coro de Arquitectura, UCV. Casete
- Manuela Velo, Música de Navidad, Coro de Arquitectura UCV, LP
- Festival Caribe 3, Casete
- Tropicalismo Brasilero, Salsa y Música Venezolana,  1995, Coral Mercantil, CD
- Ensamble Caribe, 1989. CD
- Tonadas, Coral Mercantil, 2000. CD
- Imaginerías de la Navidad, Coral Mercantil, 2005. CD

Trabajos y artículos
- Alvarado Rodríguez, María Adela. Enciclopedia de la Música en Venezuela 1. Fundación Bigott. ISBN 980-6428-02-1. [9]
- Alvarado Rodríguez, María Adela (2003). «Sobre el Movimiento Coral en Quito». VOCES, Boletín de la Asociación Ecuatoriana de Canto Coral (AECCI) III (3).
- Alvarado Rodríguez, María Adela (2007). «Conductors Working Conditions». International Choral Bulletin XXVI (1).
- Alvarado Rodríguez, María Adela (1999). «La música popular caribeña, Una reflexión personal acerca del sentir caribeño». International Choral Bulletin.